# Pitcairnia bradei
Pitcairnia bradei là một loài thực vật có hoa trong họ Bromeliaceae. Loài này được Markgr. miêu tả khoa học đầu tiên năm 1940.